# Карел Боублік
Карел Боублік (чеськ. Karel Boublík; 6 листопада 1869, Колінець — 1 травня 1925, Львів) — львівський архітектор, чех за походженням.

## Життєпис

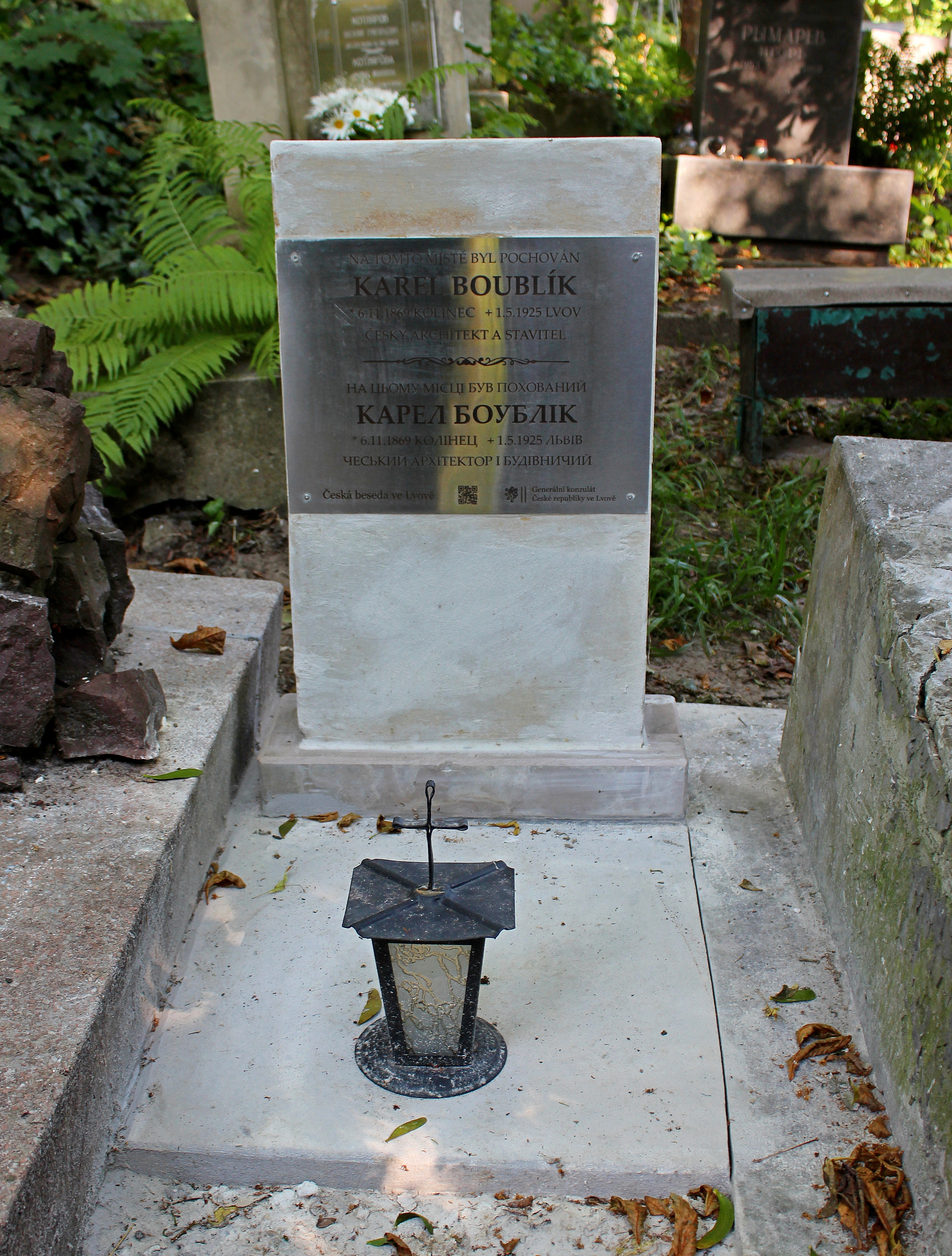

Народився в містечку Колінець (чеськ. Kolinec), що на південь від міста Пльзень у нинішній Чехії. Закінчив Вищу будівельно-технічну школу при Державній промисловій школі у Брно. Наприкінці 1880-х переїжджає до Львова. Працює рисувальником (1889–1890), підмайстром (1890–1894) у львівській філії віденської фірми Фердинанда Фельнера і Германа Гельмера, технічним креслярем у бюро Юліана Захаревича.1894 року стається різкий поворот у кар'єрі Боубліка: йому доручено керівництво спорудженням найбільшого об'єкту Галицької крайової виставки — Палацу промисловості (архітектор — Францішек Сковрон). У 1895–1896 роках працює керівником технічного бюро фірми Івана Левинського. 29 листопада 1896 року складає іспити й отримує право на будівництво у Львові. Стає членом Товариства уповноважених будівничих у Львові. Був актором-аматором. Керував товариством «Ческа беседа» у Львові. Помер у цьому місті, похований на Личаківському цвинтарі (поле № 19). Місце поховання архітектора з часом було втрачено. Працівникам наукового відділу музею «Личаківський цвинтар»  вдалось встановити місце поховання К.Боубліка .
Генеральне консульство Чеської Республіки у Львові та товариство «Ческа беседа» у Львові спільно з дирекцією ЛКП «Музей «Личаківський цвинтар» встановили пам’ятний знак на місці поховання архітектора Карла Боубліка (поле №19 Личаківського цвинтаря).

## Будівлі
- Тріумфальна арка на честь приїзду австрійського імператора до Львова (1894). Скульптурне оздоблення Антона Попеля, Станіслава Левандовського та М. Гарасимовича. Павільйон Львова (спільно з Юліушем Гохберґером), павільйон гігієни, концертну залу із розписами власного проекту.
- Будинки на вулиці Дорошенка, 11, на вулиці Куліша, 1, будинки «Під павою» на нинішній вулиці Котляревського, 22 і 24 (усі споруджені 1898 року). Скульптурне оздоблення всіх будинків виконав, імовірно, Броніслав Солтис[3].
- Комплекс житлових будинків на нинішній вулиці Парковій, 6, 8, 10, 12 (1898–1899), та на сусідній вулиці Рутковича 10, 12, 16 (1898).
- Будинки на площі Галицькій і площі Соборній (1897–1899) у стилі перехідному від необароко до сецесії. Скульптурний декор № 2-2а виконаний імовірно Броніславом Солтисом.[3]
- Будинок на вулиці Личаківській, 16 (1899).
- Перебудова вілли у дворі будинку на вулиці Пекарській, 11 на ательє фотографа Давида Мазура (між 1899 і 1905). Розібрана 1911 року[4].
- Будинки 2 і 4 на нинішній вулиці Кониського (1900).
- На замовлення графа Вішньовського на південній межі парцелі при вулиці Матейка, 4, добудована стайня з возівнею та помешкання фурмана (1901).[5]
- Будинок на вулиці Січових Стрільців, 11 (1901).
- Спільна з Яном Томашем Кудельським участь у спорудженні пасажу Гартенбергів між кам'яницями на вулицях Незалежності, Галицькою і Сотника Мартинця в Івано-Франківську. Проєкт бюро Фельнера і Гельмера від 1903 року, спорудження тривало протягом червня-грудня 1904 під наглядом Антонія Рудольфа Фляйшля.[6]
- Прибуткові будинки для Йони Шпрехера у стилі сецесії на розі вулиць Шевченка та Леонтовича (1909).
- Будинок на вулиці Грабовського, 6 зведений на замовлення скульптора Кароля Унца (1911). Фасад прикрашений необароковими скульптурами атлантів та каріатид авторства Унца.[7]
- Будинок на вулиці Чупринки, 47 (1911).
- Будинок на вулиці Підвальній, 3 (1912).
- Дім товариства «Сокіл» у Ходорові (1912).
- Будинок на вулиці Менцинського, 3 (1913).
- Нереалізований проєкт пасажу «Rohatyn-Avenue» на місці, де нині розташовується головний корпус Львівської комерційної академії (1905)[8].

## Світлини

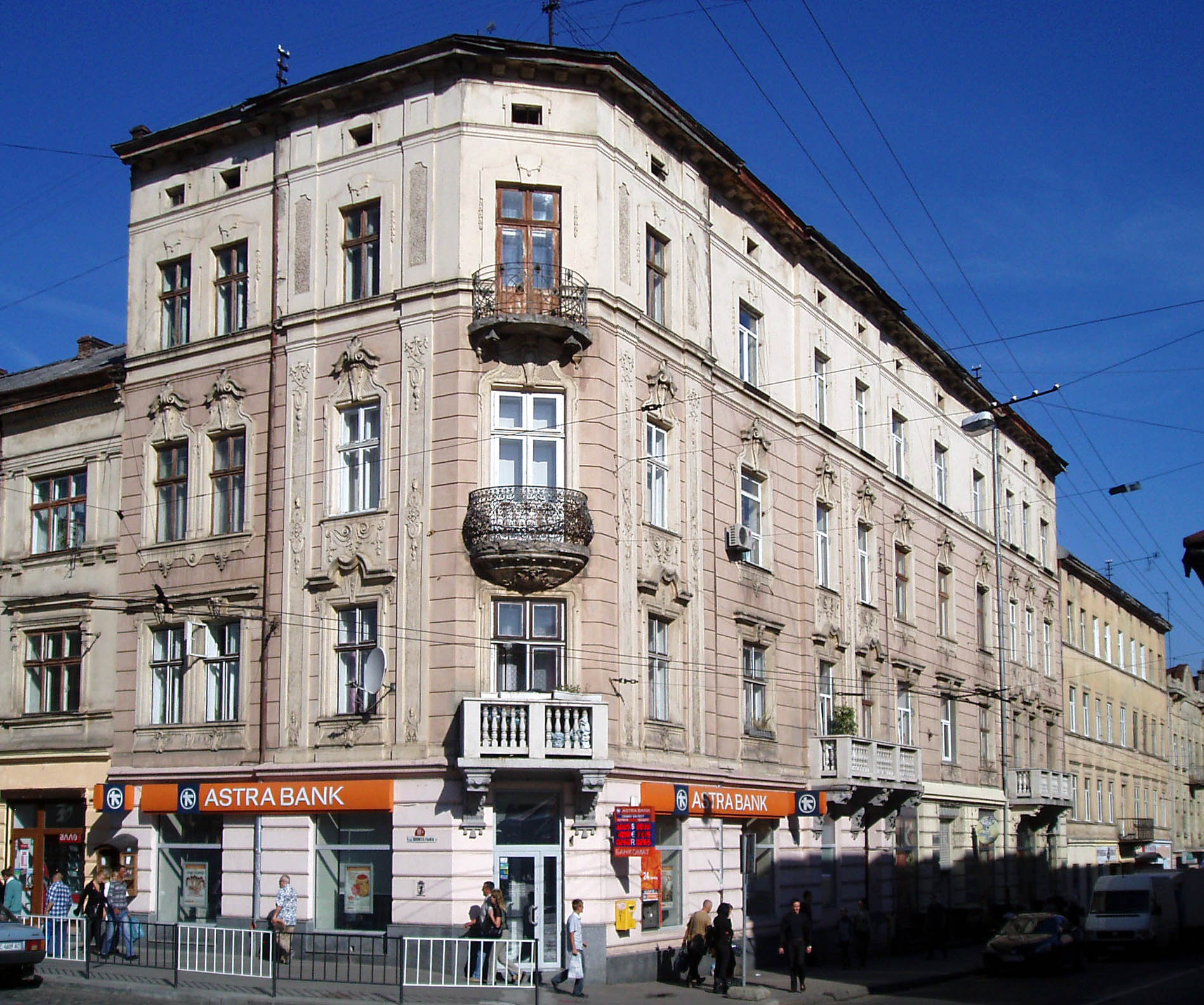
Дім на вул. Куліша, 1 (1898).
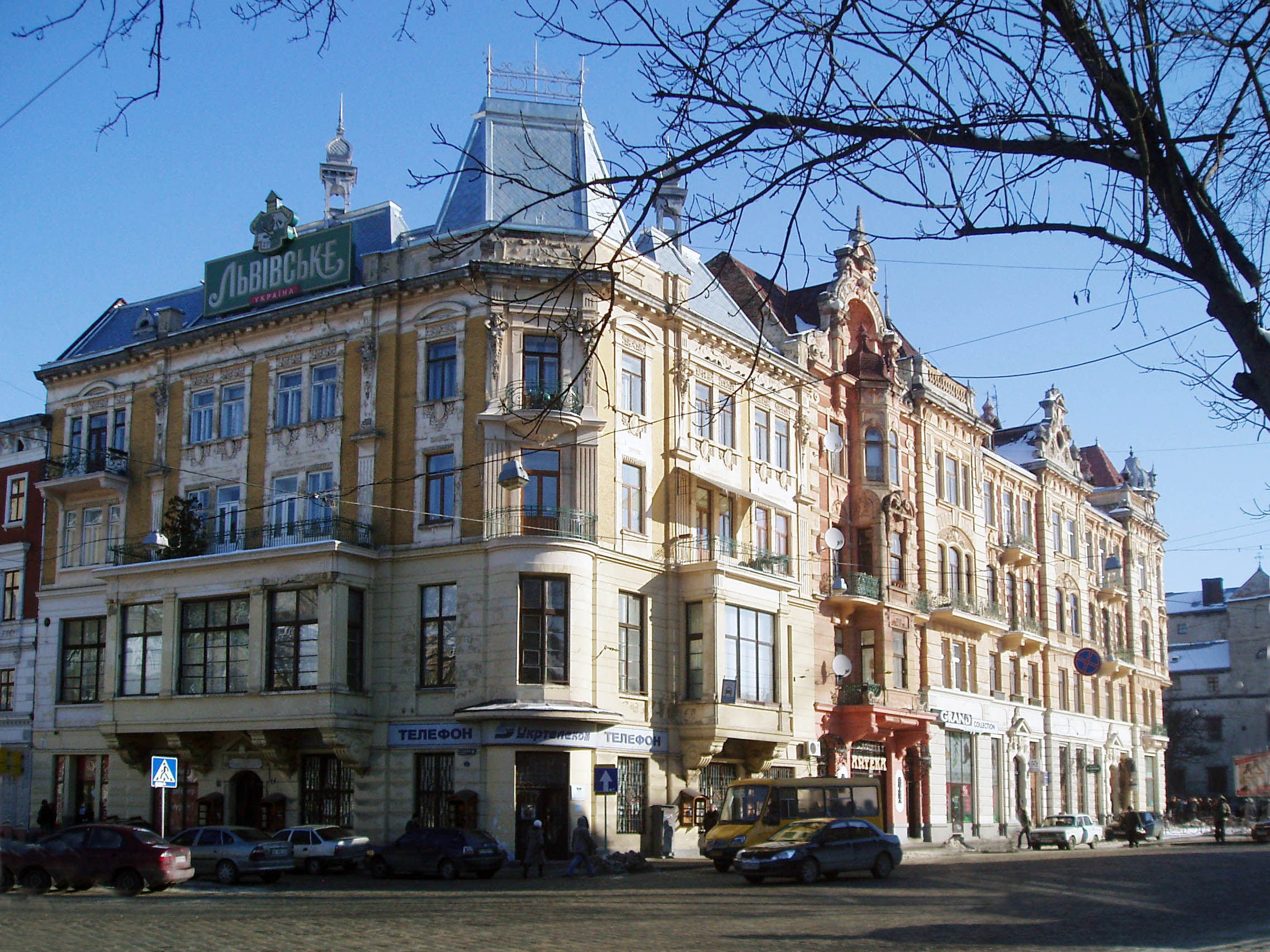
Будинки на пл. Соборній, 1, 2, 2а (1899).
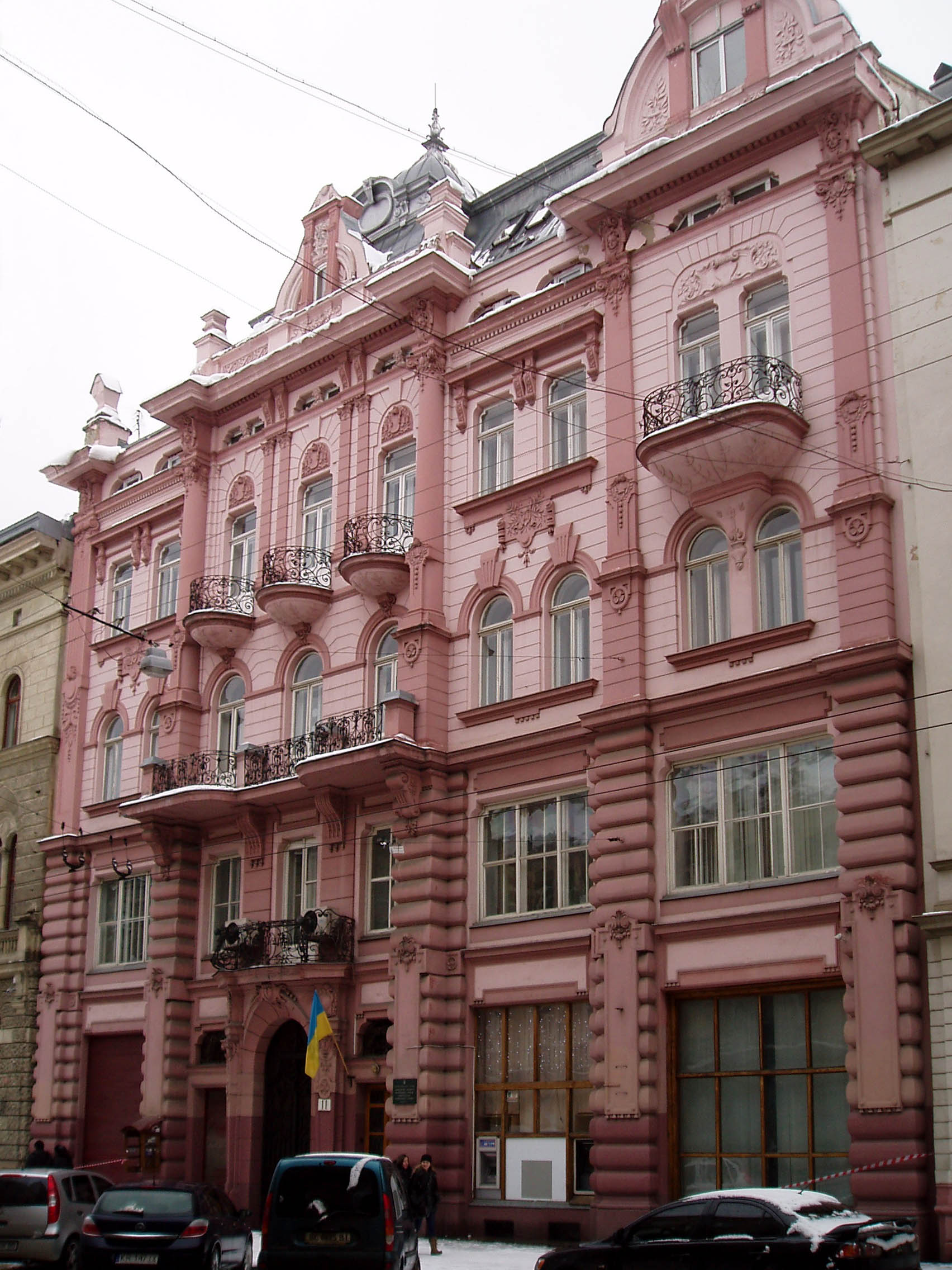
Вулиця Січових стрільців, 11 (1901).
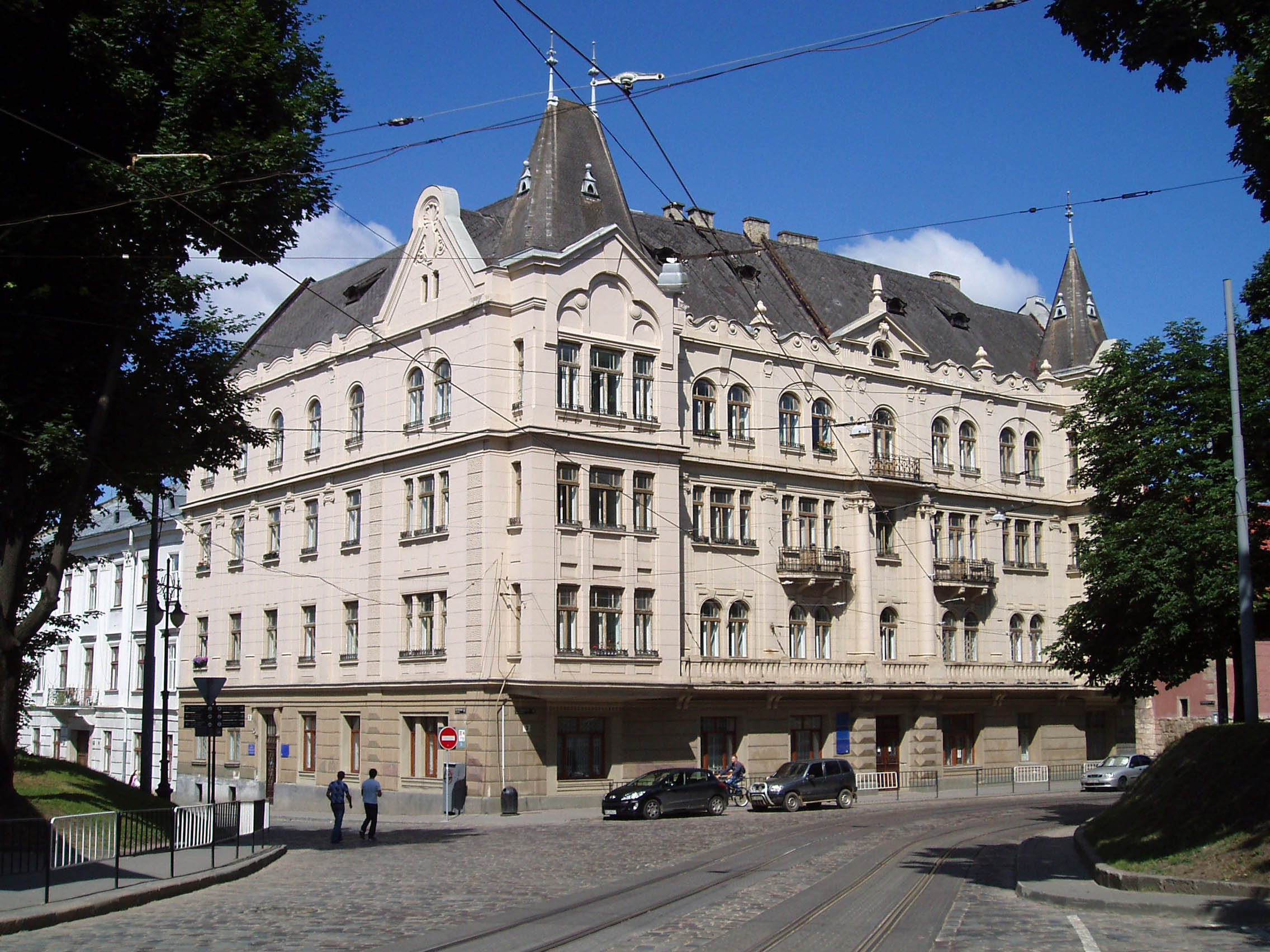
Дім на вулиці Валовій, 31 (1912).